# Пол Видал де ла Блаш
Пол Видал де ла Блаш (фр. Paul Vidal de la Blache; Пезана, 22. јануар 1845 — Тамарис-сур-Мер, 5. април 1918) је био француски географ и геополитичар, оснивач географског посибилизма и један од најважнијих оснивача модерне географије.

## Биографија
Де ла Блаш је рођен у месту Пезана на југу Француске, недалеко од Азурне обале. Де ла Блаш је син професора, који је касније постао академик. Отац га је послао на школовање у Париз, на Лицеј. Школу за учитеља завршио је у Паризу, након чега је отишао у Атину, где се посветио студијама грчке археологије, наредне три године. Преко три године путовао је Медитераном, провео доста времена у Риму, упознат је био са проблематиком на Балканском полуострву ( које је тада било под турском влашћу), посетио Сирију и Палестину. Био је на отварању Суецког канала 1869. године. У време док је још био пре свега историчар, њега су привлачиле књиге појединих немачких географа, природњака, ботаничара, и геолога, укључујући радове Хумболта и Рацела. По повратку у Француску, године 1870. добија посао предавача и жени се са Лауре Мари Елизабет Мондонт, са којом је имао петоро деце. Године 1872. постаје доктор наука. Кратко предаје на знаменитом универзитету у граду Анже, и Нансију. На Сорбону одлази 1877. године, где пише прву географску публикацију. Касније одлази на Париски универзитет, где остаје до одласка у пензију 1909. године. Де ла Блаш преминуо је у својој 73. години живота у месту Тамарис-сур-Мер.

## Видалов рад
Видал де ла Блаш се сматра оснивачем школе познате као „географија човека“ (Geographie humaine), зачетником савремене географије у Француској и једним од главних заговорника географског посибилизма у науци. Бавио се и геополитиком и улогом његове државе у политичким приликама Европе и света. Он се својом концепцијом посибилизма супротставио теорији географског детерминизма изложеној у другом тому Рацелове „Antropogeographie“. Природна средина, тврдио је Видал, поставља ограничења и нуди могућности за своје освајање, али начини људског утицаја и прилагођавања датим условима зависе од његових сопствених традиција и начина живота (le genre de vie). Под le genre de vie подразумева стабилан скуп институција традиција, преференција, циљева и техничких навика људи, односно свега оног што антрополози називају културом. Он је приметио да једне те исте природне могућности на различите начине користе људи са различитим genre de vie. Основни фактор који одређује коју ће од различитих могућности, које нуди природа, изабрати одређена социјална заједница, јесте le genre de vie (Vidal,1899). Зато географија своја истраживања треба да усмери на везе између човека и средине која га окружује, путем изучавања мањих једнородних целина „пеи“, тј. пејзажа. У контексту истраживања „морфологије културног пејзажа“ истражују се и политички узроци његовог развоја (физиономски и генетски приступ). Проучавају се облици политичке делатности који имају свој одраз (печат) у пејзажу. За разлику од немачке „politische geographie“ у француској „geographie politiqe“ није толико важно како средина утиче на политику, него како политика утиче на измене средине, како својим нормама усмерава и одређује резултате „деловања“. Следбеници овог концепта концентришу пажњу на проблеме као што су положај, површина и облик државне територије, административна подела, границе, политичка организација и карактер територије. Посибилизам је веома значајан, јер је осигурао место друштвеном елементу у политичкој географији. Он је такође нагласио потребу разматрања главне Биоклиматске зоне и значај екологије за географију. Његови списи о хуманој и регионалној географији, објављени су у делу "Атлас", 1894. године. У предговору Атласа, Видал говори о примарној важности физичких елемената пејзажа. Касније је такође настојао да покаже улогу човека као географског фактора и вечите игре акције, реакције, и интеракције између људских група и њихових природних средина. Писао је о утицају медитеранске климе на развој француских села, миграцијама људи у различитим фазама у историји. Видал је проширио хоризонте људске географије. Историчари, географи и социолози су профитирали од његовог интелектуалног наслеђа.

## Видал и Цвијић
У току студија, Пол Видал де ла Блаш интересовао се, између осталог и за Балканско полуострво. Познавао је рад професора Јована Цвијића који се бавио антропогеографским проучавањима Балканског полуострва. Знаменити француски географ позвао је професора Цвијића у Париз где је 1917. и почетком 1919. на Сорбони држао предавања о балканским земљама и народима. Након Првог светског рата, Цвијић је допринео одређивању политичких граница нове југословенске државе користећи своја научна истраживања као аргумент у преговорима. Користио је истраживања из подручја демографије и антропогеографије. Прикупљена знања користио је да тачно омеђи просторе етничког простирања јужнословенских народа. Крајем 1918. године тадашња српска влада га је именовала првим стручњаком за етнографске границе, а почетком 1919. постављен је за председника територијалне секције у оквиру државне делегације на Мировној конференцији у Паризу где су, захваљујући његовом залагању као етногеографа (израдио је етногеографске карте југословенских земаља 1918—1919) и залагању Михајла Пупина, тада признатог, угледног научника и политички утицајног човека, одређене границе нове државе Краљевине Срба, Хрвата и Словенаца. Тада је договорено да новој држави припадну Банат, Барања, Далмација и Бледски троугао (Блед, Бохињ и Триглав).

## Дела
- (Збирка зидних карата са објашњењима), 1895. године,
- (Историјска географија), 1900. године,
- (Табеларни приказ географије Француске), 1903. године,
- (Основи хумане географије), 1918. године.